# Ángel Madrazo
Ángel Madrazo Ruiz (Santander, 30 luglio 1988) è un ex ciclista su strada spagnolo, professionista dal 2008, al 2023. Ha vinto la Prueba Villafranca de Ordizia 2015 e una tappa alla Vuelta a España, nel 2019; fra i suoi piazzamenti figurano anche i podi al Gran Premio Miguel Indurain 2012 e al Giro dell'Emilia, nel 2014 e nel 2015..

## Palmarès
- 2006 (Juniores)

3ª tappa, 1ª semitappa Vuelta Caja Cantabria al Besaya (Cartes > Mercadal, cronometro)
4ª tappa Vuelta Caja Cantabria al Besaya (San Felices de Buelna > Los Corrales de Buelna)
- 2007 (dilettanti)

Gran Premio Elorrio
2ª tappa Vuelta al Goierri
Classifica generale Vuelta al Goierri
- 2008 (dilettanti)

Gran Premio Caja Cantabria
Volta a Barbanza - Memorial Luis Resua
5ª tappa, 1ª semitappa Circuito Montañés (Polanco > Torrelavega)
- 2015 (Caja Rural-Seguros RGA, una vittoria)

Prueba Villafranca de Ordizia
- 2016 (Caja Rural-Seguros RGA, una vittoria)

4ª tappa Étoile de Bessèges (Tavel > Laudun-l'Ardoise)
- 2019 (Burgos-BH, una vittoria)

5ª tappa Vuelta a España (L'Eliana > Observatorio Astrofísico de Javalambre)

### Altri successi
- 2006 (Juniores)

Classifica a punti Vuelta Caja Cantabria al Besaya
- 2013 (Movistar Team)

Classifica scalatori Tour of Britain
- 2014 (Caja Rural-Seguros RGA)

Classifica scalatori Tour du Gévaudan Languedoc-Roussillon
- 2015 (Caja Rural-Seguros RGA)

Classifica scalatori Tour du Gévaudan Languedoc-Roussillon
- 2017 (Delko-Marseille Provence-KTM)

Classifica scalatori Circuit de la Sarthe

## Piazzamenti

### Grandi Giri
- Vuelta a España

2011: ritirato (18ª tappa)
2015: 44º
2016: ritirato (14ª tappa)
2019: 119º
2020: 43º
2021: 63º

### Classiche monumento
- Milano-Sanremo

2011: 88º
2012: 36º
2013: 80º
- Parigi-Roubaix

2009: ritirato
2010: ritirato
- Liegi-Bastogne-Liegi

2012: ritirato
2013: ritirato
- Giro di Lombardia

2010: ritirato
2011: ritirato
2014: 30º

### Competizioni mondiali
- Campionati del mondo

Varese 2008 - In linea Under-23: ritirato

### Competizioni europee
- Campionati europei

Valkenburg 2006 - Cronometro Juniores: 38°
Valkenburg 2006 - In linea Juniores: ritirato